# Cargo (film 1981)
Cargo è un film del 1981 diretto da Serge Dubor.

## Trama
Giovanni è un taglialegna italiano che intraprende una relazione di passione con Louise, giovane donna in vacanza con il fidanzato nel dipartimento della Giura. La ragazza vive il rapporto come un'avventura fugace, mentre Giovanni si innamora. Tornata nella sua città, Rouen, Louise viene raggiunta dal taglialegna che la rapisce.